# Leandro Gioda
Leandro Andrés Gioda (Perez, 1 de outubro, 1984) é um futebolista da Argentina. Atualmente joga pelo Douglas Haig.